# Éléonore Faucher
Éléonore Faucher (Nantes, 10 gennaio 1973 – Parigi, 27 agosto 2023) è stata una regista e sceneggiatrice francese.

## Biografia
Dopo aver scoperto il cinema al Lycée Guist'hau di Nantes, nella classe preparatoria Ciné-Sup, Éléonore Faucher ha proseguito gli studi presso l'École nationale supérieure Louis-Lumière (scuola di cinema, fotografia e musica fondata nel 1926). In seguito, ha iniziato la sua carriera come assistente alla macchina da presa in diversi film come La Vie de Jésus, 'Dieu seul me voit, Kennedy et moi, girando, nel frattempo, alcuni cortometraggi. Nel 2003 ha diretto il suo primo lungometraggio, Le ricamatrici, che è uscito l'anno successivo e ha ottenuto un grande successo di critica, oltre a numerosi premi e nomination prestigiosi.
Ha poi scritto una sceneggiatura ispirata alle lettere che i suoi genitori si erano scambiati mentre suo padre faceva il servizio militare in Algeria ma, non trovando i fondi necessari per realizzare questo film, ne ha fatto un libro: Quand les cigognes claquaient du bec dans les eucalyptus.
Ha anche scritto un romanzo per ragazzi ispirato al conflitto algerino, nel 1962, e al suo desiderio di lavorare con i bambini: Un petit quelque chose de différent.
Poi ha scritto e diretto Gamines, un adattamento cinematografico del romanzo autobiografico di Sylvie Testud, con cui ha potuto esaudire il suo desiderio dirigendo tre bambine. In Les Déferlantes, si è riunita con Sylvie Testud e Lola Naymark, le due attrici dei suoi primi film, per adattare il romanzo di Claudie Gallay per la televisione. Ha anche riscoperto il piacere di filmare la natura, ancor più che nei suoi film precedenti, rivelando i magnifici paesaggi di Cap de la Hague.

## Filmografia

### Sceneggiatrice e regista
- Les Toilettes de Belle-Ville (1994) - cortometraggio
- Ne prends pas le large (1998) - cortometraggio)
- Le ricamatrici (2004) - lungometraggio per il cinema
- Gamines (2009) - lungometraggio per il cinema e adattamento del romanzo autobiografico di Sylvie Testud
- Les Déferlantes (2013) - telefilm e adattamento del romanzo autobiografico di Claudie Gallay
- La Maladroite (2019) - telefilm
- Et la montagne fleurira (2022) - mini-serie

### Assistente alla macchina da presa
- Entre ciel et terre, regia di Jacques Maillot (1996)
- Abus de méfiance, regia di Pascal Légitimus (1997)
- La Famille Sapajou, regia di Élisabeth Rappeneau (1997) - serie televisiva
- Familles, regia di Bruno Bontzolakis (1997) - cortometraggio
- La Vie de Jésus, regia di Bruno Dumont (1997)
- L'Amour dans le désordre, regia di Élisabeth Rappeneau (1997) - serie televisiva
- Ça reste entre nous, regia di Martin Lamotte (1997)
- Kennedy et moi, regia di Sam Karmann (1999)
- Requiem, regia di Stéphan Guérin-Tillié (2001) - cortometraggio